# Armavia
Armavia (en arménien Արմավիա) était la compagnie aérienne nationale de l'Arménie de 1996 à 2013. Son aéroport principal était celui d'Erevan Zvartnots (EVN) et son siège y était également situé.
Fortement endettée, la compagnie se déclare en faillite le 29 mars 2013 et cesse définitivement ses vols le 1er avril 2013,.
70 % du capital d'Armavia était détenu par Aviafin (Авиафин), les 30 % restants étant la propriété de MIKA Armenia Trading. Le directeur général de la compagnie était Norayr Belouyan.

## Histoire

### 1996–2003: création et débuts
La compagnie Armavia est créée en 1996, mais ses vols commerciaux ne débutent qu'en 2001. En 2002, une alliance stratégique avec la seconde compagnie russe, Siberia Airlines, est mise en place. Cette dernière devient alors le principal détenteur d'Armavia.
En octobre 2002, Armavia reçoit son premier Airbus A320-200 qui est suivi d'un deuxième en août 2003. Tous deux étaient la propriété de la compagnie Ansett Australia qui fit faillite en 2002.
En 2003, la principale compagnie arménienne, Armenian Airlines, fait faillite et Armavia prend en charge l'opération de ses vols. Cependant, à cette époque, Armavia n'effectuait pas encore de vols vers l'Europe de l'Ouest. En effet, une autre compagnie arménienne nommée Armenian International Airways (Հայկական միջազգային ավիաուղիներ), exploitant un seul Airbus A320 (EK-32001), opérait les vols commerciaux à destination des grands aéroports européens comme Paris et Francfort. Après la cessation d'activité de cette autre compagnie, Armavia récupère les vols vers l'Europe, ce qui fait d'elle la première compagnie arménienne.

### 2004–2012
En 2006, Armavia ouvre une nouvelle ligne vers l'aéroport de Tel Aviv. Par la suite, plusieurs nouvelles fréquences vers les grandes villes européennes, comme Paris et Amsterdam, sont lancées, ce qui étend le nombre de connexions Erevan - Paris à trois par semaine au lieu de deux auparavant. Air France a également signé un accord de partage de codes unilatéral avec Armavia, qui autorise la compagnie arménienne à vendre des billets Air France en partage de code.
Par la suite, Armavia lance un programme de fidélité permettant aux passagers voyageant avec cette compagnie d'obtenir des billets gratuits au bout de dix vols aller/retour ou vingt vols aller simple.
En 2011, la compagnie aérienne est le premier client du lancement du Soukhoï Superjet 100 puisqu'elle en a commandé deux et posé autant d'options en date du 14 septembre 2007. Le premier appareil à sortir de la chaîne d'assemblage de l'avionneur russe sera livré à Armavia le 12 avril 2011 ; il est nommé Youri Gagarine en l'honneur du cosmonaute soviétique. En l'attente de la livraison de ces nouveaux appareils, Armavia a alors doté sa flotte d'un Boeing 737 acquis auprès de Georgian Airlines et d'un CRJ-200 qu'elle exploite à partir d'octobre 2009 à destination de Mineralnye Vody, Stravopol, Voronej, Zurich, Athènes et Rome.
En 2009 Armavia déclare qu'elle prépare l'ouverture de nouvelles lignes à destination de la Chine, du Japon, de Milan et de Marseille. La compagnie confirme aussi l'ouverture prochaine de la tant attendue connexion entre la capitale arménienne et Los Angeles, ville abritant une forte communauté arménienne. L'accord permettant l'exploitation de cette ligne est signé par les autorités arméniennes et américaines en novembre 2008 et entre en vigueur le 16 juin 2009 et attend l'obtention de la licence nécessaire et la visite du département fédéral américain de l’aviation pour une validation définitive mais ces nouvelles lignes ne verront jamais le jour.
Le 30 mars 2009, Armavia ouvre une nouvelle ligne à destination de Zurich et le 14 avril suivant, à destination de Berlin.
Le 4 septembre 2009, Air France signe un accord de coopération avec Armavia. Les deux compagnies assurent alors quatre vols hebdomadaires en partage de codes à destination d'Erevan et au départ du terminal 2E de l'aéroport Charles-de-Gaulle pour Air France et du terminal 2C pour Armavia.

### 2013: faillite
À partir de 2010, la direction de la compagnie cherche des moyens financiers pour renflouer les dettes qui s'accumulent. Mais le 1er avril 2013, Armavia, incapable de faire face à ses obligations financières, cesse ses vols après avoir annoncé sa décision de se mettre en faillite le 29 mars 2013. La compagnie disposait alors de quatorze appareils assurant cent vols hebdomadaires à destination de vingt pays,.

## Flotte
| Appareil             | Effectif                          | Capacité (Affaires/Economique) | Immatriculation        | Nom                  | Date de livraison |
| -------------------- | --------------------------------- | ------------------------------ | ---------------------- | -------------------- | ----------------- |
| Airbus A319-111      | 1                                 | 134                            | EK-32007               | Victor Hambardzumyan | 17 mars 2008      |
| Airbus A319-132      | 3                                 | 134                            | EK-32011               | Mika                 | 28 mars 2006      |
| Airbus A319-132      | 3                                 | 134-136                        | EK-32012               | S. Khudiakov         | 18 mai 2006       |
| Airbus A319-132      | 3                                 |                                | EK-RA01 (diplomatique) |                      | 1er décembre 2007 |
| Airbus A320-211      | 1                                 | 148                            | EK-32008               | Aram Khachstryan     | 31 juillet 2003   |
| Airbus A320-214      | 2                                 | 164 (8/156)                    | EK-32005               | Hovhannes Ayvazovski | 23 mai 2008       |
| Airbus A320-214      | 2                                 | 164 (8/156)                    | EK-32006               | Hovhannes Bagramyan  | 7 mai 2010        |
| Yak-42D VIP          | 1                                 | 27                             | EK-42417               | N/C                  | N/C               |
| Sukhoi Superjet 100  | 1 (1 restant à livrer) +2 options | 95                             | EK-95015               | Youri Gagarine       | 19 avril 2011     |
| Sukhoi Superjet 100  | 1 (1 restant à livrer) +2 options | N/C                            | N/C                    | N/C                  | N/C               |
| Bombardier CRJ-200LR | 1                                 | 50                             | EK-20014               | Sergey Mergelyan     | 28 septembre 2009 |
| Boeing 737-500       | 1                                 | 108-149                        | EK-73775               | N/C                  | 23 novembre 2011  |
| Total                | 11                                |                                |                        |                      |                   |

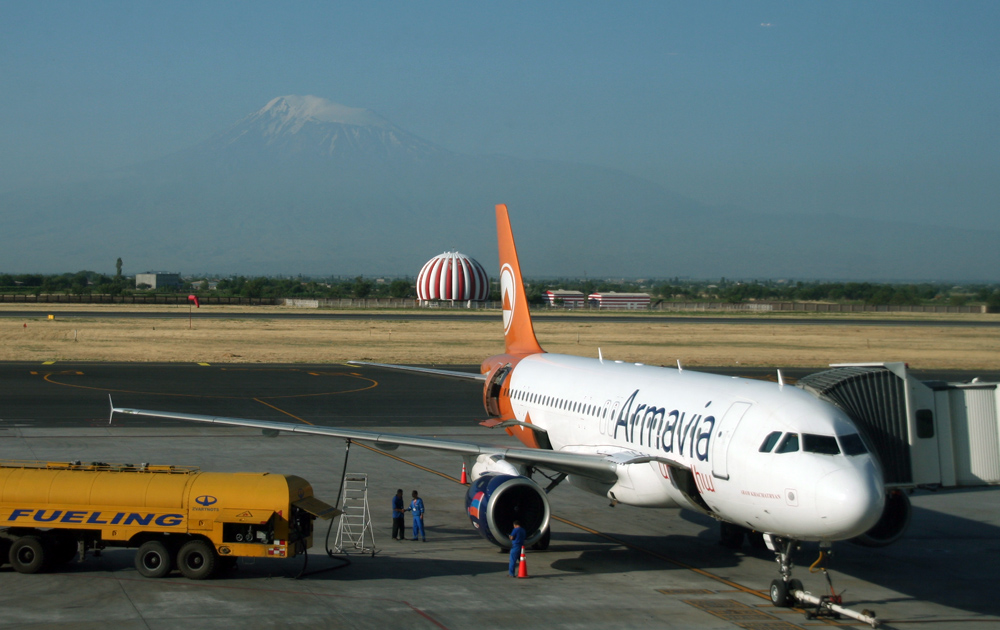
Airbus A320

Un Iliouchine Il-86 appartenant à Armavia était auparavant la propriété d'Armenian Airlines. Après la faillite de cette compagnie, Armavia hérite de cet appareil qui effectue des connexions entre Moscou et Erevan car c'était le plus grand appareil du parc aérien de la compagnie arménienne. Armavia détenait deux Antonov An-24, plusieurs ATR, qui ne la satisfaisaient pas, ainsi qu'un Tupolev. Tous ces avions ont alors été retirés de sa flotte.
Des Airbus A320 d'Armavia volaient aux couleurs d'Ansett Australia avant d'être opérés en leasing par la compagnie arménienne. Quant à l'A319, il appartenait à Independence Air, une compagnie américaine qui elle aussi a fait faillite.
La compagnie exploitait également d'autres Airbus A320-200 : elle en a retiré un de sa flotte en 2004 et les deux autres ont été détruits en mai 2006 : le premier s'est écrasé le 3 mai en mer Noire et l'autre Airbus A320 a été détruit dans la nuit du 4 au 5 mai en Belgique dans l'incendie d'un hangar de Sabena Technics alors que l'appareil était en maintenance.
Le 18 mai 2006, Armavia reçoit un nouvel Airbus A319, appareil qui volait également aux couleurs d'Independence Air. Cet ajout était prévu avant que les catastrophes se produisent mais Armavia ne tarde pas à remplacer ces appareils puisqu'elle a dynamisé sa flotte avec l'ajout d'un Boeing 737 (retiré ensuite de la flotte en juin 2009) et, plus tard, d'un Bombardier CRJ-200LR.
Le 3 décembre 2007, elle acquiert un nouvel Airbus A319 qui n'effectuera pas de vols commerciaux. En effet, cet appareil, immatriculé EK-RA01, est destiné aux transports diplomatiques du Président de la République d'Arménie ou de ses collaborateurs.
Un nouvel Airbus A320-214 est livré le 23 mai 2008. C'est le premier appareil neuf acquis par la compagnie. Le 18 mars 2009, la compagnie achète un nouvel Airbus A319 tout juste sorti des usines de Hambourg.
Le 19 avril 2011, Armavia reçoit le premier Superjet 100 sorti des usines Sukhoï situées à Komsomolsk-sur-l'Amour en Russie.
Avant de cesser ses vols, afin de desservir Los Angeles, Armavia était en négociation avec Airbus pour l'achat d'un A340.

## Escales d'Armavia

### Arménie
- Erevan  Hub
- Gyumri

### Europe
- Amsterdam
- Athènes
- Berlin
- Cologne
- Francfort-sur-le-Main
- Istanbul
- Kiev
- Lyon
- Marseille
- Odessa
- Paris
- Simferopol

### Asie
- Achgabat
- Alep
- Beyrouth
- Dubaï
- Tbilissi
- Téhéran
- Tel Aviv

### Russie
- Sotchi-Adler
- Iekaterinbourg
- Krasnodar
- Mineralnye Vody
- Moscou (Domodedovo et Vnoukovo)
- Nijni Novgorod
- Novossibirsk
- Rostov-sur-le-Don/Platov
- Samara
- Saint-Pétersbourg-Poulkovo
- Stavropol
- Volgograd
- Voronej

## Accidents

### Incendie à Bruxelles
Dans la nuit du 4 au 5 mai 2006, à Bruxelles, un Airbus A320 de la compagnie Armavia qui était en maintenance au hangar no 40 de Sabena Technics, société belge de maintenance aérienne, avec plusieurs autres appareils dont deux du même type (un appartenant à une autre compagnie arménienne, Armenian International Airways, et le second à Hellas Jet) a été détruit lorsqu'un incendie s'est déclaré dans le hangar de 10 000 m2, détruisant et les avions et la structure métallique du hangar qui s'est ensuite effondrée sur les avions et qui a complètement écrasé l'A320 d'Armavia. L'appareil a complètement été détruit par la catastrophe. C'est le deuxième sinistre qui se produit au sujet d'Armavia en trois jours avec deux destructions d'avions.

### Crash du 3 mai 2006
Le 3 mai 2006, un Airbus A320 de la compagnie Armavia effectuant une liaison entre la capitale arménienne Erevan et Sotchi, en Russie, s'écrase en mer Noire vers 2 h 15 heure locale (22 h 15 UTC - 0 h 15 heure de Paris). Il n'y a aucun survivant parmi les 113 occupants (105 passagers et 8 membres d'équipage).